# SKEMA Business School
SKEMA Business School (School of Knowledge Economy and Management) je francouzská vysoká obchodní škola s celosvětovou působností, založená v roce 2009 a s kampusy (pobočkami) v Lille, v Paříži (Suresnes), v Nice (Sophia Antipolis), v Su-čou (Čína), v Raleigh (USA), Belo Horizonte (Brazílie) a Kapském Městě.

## Popis
SKEMA Business School je akreditovaná u tří mezinárodních organizací: EQUIS, AMBA, a AACSB. Škola má přibližně 45000 absolventů ze 145 zemí. Mezi významné absolventy patří Alain Dinin (ředitel společnosti Nexity), Jean-Philippe Courtois (ředitel společnosti Microsoft).

## Významní absolventi
- Princ Joel Dawit Makonnen, etiopský princ
- Louis Ducruet, syn princezny Stéphanie Monacké a Daniela Ducrueta, zpěvák, řidič a synovec monackého knížete Alberta II.
- Yannick Agnel, bývalý francouzský plavec a olympijský medailista
- Jean-Philippe Courtois, výkonný viceprezident a prezident společnosti Microsoft pro globální prodej, marketing a provoz
- Alain Dinin, generální ředitel společnosti Nexity
- Jacques Stern, bývalý generální ředitel společnosti Edenred
- Jacques Le Foll, bývalý předseda Speedy France
- Loïc Bruni, profesionální sjezdový cyklista
- Nathalie Brickerová, IAE MSTCF, finanční ředitelka Natixis
- Philippe Batchevitch, zástupce generálního ředitele společnosti Amundi
- Harvesh Seegolam, guvernér Mauricijské banky a bývalý generální ředitel Komise pro finanční služby
- Jimmy Adjovi-Boco, bývalý mezinárodní fotbalista a člen Prezidentské rady pro Afriku
- Grégory Sanson, finanční ředitel Bonduelle
- Joannes Soënen, generální ředitel společnosti Camaïeu
- Franck Bonin, generální ředitel Société Générale Private Banking Suisse
- Guillaume Ladis, zástupce generálního ředitele a finanční ředitel BofA Securities Europe
- Kjerstin Braathenová, generální ředitelka DNB
- Benoit Le Sech, finanční ředitel Paris Saint-Germain FC
- Jean-Claude Blanc, generální ředitel a marketingový manažer Paris Saint-Germain FC a bývalý generální ředitel fotbalového klubu Juventus
- Michaël Youn, francouzský komik
- Michal Izdinsky, olympionik ve vodním pólu
- Hervé Rogeau, bývalý předseda správní rady Banque Courtois
- Leonid Šafirov, ruský finančník a veřejná osobnost
- Samira El Idrissiová, mistryně světa v taekwondu a veřejná osobnost
- Marilyne Boulaieová, finanční ředitelka ve společnosti Archer Daniels Midland
- Jurriaen Sleijster, prezident a COO MCI Group
- Laurent Uberti, generální ředitel společnosti Sitel
- Christophe Barnouin, generální ředitel Royal Wessanen
- Bernard Muselet, předseda správní rady Crédit du Maroc
- Christophe Cornu, IMD Lausanne, generální ředitel společnosti Nestlé France
- Anna Radmacherová, prezidentka APAC Weber-Stephen Products
- Guillaume Bidan, bývalý prezident a generální ředitel General Electric Central America
- Dimitri Gouten, generální ředitel společnosti Buccellati Asia Pacific
- Julien Hemard, CCO ve společnosti Pernod Ricard China
- Pierre-Eric Cohade, guvernér Americké obchodní komory v Hongkongu a předseda IMA India
- Régis Degelcke, prezident Eurocommerce a bývalý předseda Auchanu
- Edouard Roquette, předseda představenstva rodinné firmy Roquette Frères
- Géraldine Le Meurová, podnikatelka a obchodní manažerka
- Olivier Dufour, výkonný ředitel společnosti PageGroup Belgium
- Antoine Jouteau, Université Paris-Dauphine, generální ředitel Le Bon Coin
- Ludovic Holinier, generální ředitel společnosti Cora a bývalý výkonný předseda společnosti Auchan (Čína)
- Mathilde Saint-Polová Cousteixová, COO ve společnosti Rigby Group Capital Europe
- Vallese Lydieová, ředitelka rizik v BNP Paribas Securities Services
- Jean-Luc Alfonsi, prezident společnosti Helibras
- Pierre-Antoine Dusoulier, generální ředitel IBanFirst a bývalý generální ředitel pro Francii a ředitel pro západní Evropu v Saxo Bank
- Mehdi Slimani, CFO ve společnosti Le Coq Sportif
- Guillaume de Blic, generální ředitel společnosti Lacoste pro západní Evropu
- Bruno Coquet, Phd Ekonomie Aix Marseille, ekonom a politik francouzské vlády a Evropské unie
- Akim Daouda, hlavní investiční ředitel Gabonského strategického investičního fondu a mladý globální lídr na Světovém ekonomickém fóru
- Walid Issa, finanční ředitel Banque Libano-Française S.A.L.
- Dominique Derveaux, COO ve společnosti Vetoquinol Global
- Mathilde Thomasová, spoluzakladatelka Caudalie se svým manželem Bertrandem Thomasem (ESSEC) a rytíř Řádu čestné legie
- Julie Kitcherová, výkonná viceprezidentka pro komunikaci ve společnosti Airbus
- Yves Morieux, IEP Paris, ředitel Boston Consulting Group
- Stefano Gori, vedoucí mezinárodních vztahů Poste Italiane a bývalý člen pracovní skupiny na Světovém ekonomickém fóru
- Erwan Gelebart, generální ředitel společnosti JazzCash
- Jean Claude Bacos, generální ředitel pro Francii a vedoucí APAC společnosti Bayer Pharmaceuticals
- Marc Bayle de Jessé, Pace University, generální ředitel CLS Group a bývalý předseda představenstva pro tržní infrastrukturu Evropské centrální banky
- Thani Ahmed Al-Zeyoudi, ministr pro změnu klimatu a životního prostředí Spojených arabských emirátů
- Anthony Ledru, generální ředitel Tiffany & Co.